# ミラー・ボール (アルバム)
『ミラー・ボール』（Mirror Ball）は、カナダ系アメリカ人ミュージシャン、ニール・ヤングの23枚目のスタジオ・アルバムで、アメリカのロックバンド、パール・ジャムのメンバーも参加している。1995年8月7日にリプリーズ・レコードからリリースされた。アメリカではRIAAからゴールド認定を受けている。
同年、パール・ジャムはこのセッションで録音された、エディ・ヴェダーの持ち込み曲二曲を、「フィーチャリング・ニール・ヤング」として、EP「Merkin Ball」をリリースした。

## 背景
1990年代初頭にグランジの人気がピークに達すると、ヤングのキャリアと影響力に感嘆の声を上げるバンドが現れた。少なくともある音楽ライターは、この新興ジャンルとヤングの作品との間にエートスとスタイルの類似性を指摘し、彼を「グランジのゴッドファーザー」と呼んだ。若いグループの中でも、ヤングはパール・ジャムと特に親密な関係にあった。彼はこう説明する。
「彼らは間違いなく古い魂を持っている。音楽的には若々しいエネルギーがあるが、未熟さは感じられない。それに、僕らの音楽スタイルは相性がいい。大きな音の壁の中に、たくさんのニュアンスが含まれているような感じだ」
パール・ジャムは1992年のツアー中、「Rockin' in the Free World」をセットリストに組み込んだ。10月には、ボブ・ディランの『The 30th Anniversary Concert Celebration』で両者が別々に演奏し、ヤングはその2週間後、ブリッジ・スクールのベネフィット・コンサートでパール・ジャムを招いてアコースティック・セットを演奏した。パール・ジャムは、ヤングの1993年のブッカー・T＆ザ・M.G.ズとの北米ツアーにオープニング・アクトとして出演した。9月、ヤングは1993年のMTVビデオ・ミュージック・アワードで「Rockin' in the Free World」を演奏するためにグループに加わった。
1995年1月、ヤングはエディ・ヴェダーにロックの殿堂入りを要請した。その週の後半、ヤングはVoters for Choiceを支援するベネフィットにパール・ジャムと共に出演することに同意し、長年のコラボレーターであるクレイジー・ホースと共に新曲「Song X」と「Act of Love」を披露した。ベネフィットでは、パール・ジャムがヤングのステージに加わり、アンコールで「Act of Love」を演奏した。ヤングはそのパフォーマンスに触発され、バンドと一緒にスタジオでこの曲をレコーディングしたいと思うようになった。
「私は言った。いい感じだよ。彼らも同じことを考えていた。それで、レコーディングの日を決めたんだ。私は1曲以上の曲を作りたかったから、3曲持って行ったんだ」
ヤングはデイヴ・マーシュのラジオインタビューにこう答えている： 
ワシントンで行われた 「Pro-Choice」のベネフィットで演奏したんだ。クレージー・ホースと一緒に演奏して、その後、彼らとも一緒に演奏した。一緒に演奏するのが好きなんだよ。一緒に演奏するといい音がするんだ。お互いのことが好きなんだ。そのときに 「Act Of Love」を演奏したんだが、一緒に演奏するのは初めてだった。彼らはDATで覚えたと言っていた。すごくいいグルーヴだったから、これは本当にいい、俺たちは本当にスモークしたんだ。それで少し話し合って、計画を立てることにしたんだ。いつできるか考えて。その1週間後くらいにやったよ。スタジオに2日間入ったよ

## レコーディング
アルバムのレコーディング・セッションは1995年1月と2月にシアトルのアン＆ナンシー・ウィルソンのバッド・アニマルズ・スタジオで行われた。アルバムのプロデュースは、パール・ジャムの1993年のアルバム『Vs.』と1994年のアルバム『バイタロジー（生命学）』を手がけていたブレンダン・オブライエン。
ヤングは1995年1月、ワシントンD.C.で開かれた中絶権利の慈善イベントでバンドと共演した11日後に、パール・ジャムのスタジオに加わった。アルバムのレコーディングは4日間（1月26日、1月27日、2月7日、2月10日）で行われた。ヤングは、セッションの前日に書いた曲をスタジオでライブ録音した。
「素晴らしいのは、ほとんど何も話す必要がなかったことだ。私が曲を持ってきて、それを演奏し、みんながそれを演奏する。どんな曲でも5テイク以上はしなかったと思う。自分たちが何をすべきかはみんなわかっていた。みんな一緒だった」
ヤングは「Song X」、「Act of Love」のほか、「Downtown」、「Big Green Country」、「Peace and Love」など5曲をスタジオに持ち込み、1月の最初のセッションでレコーディングした。2月の2回目のセッションでは、彼はさらに2曲を持ち込んだ。ヤングはまた、2月のレコーディング・セッションで新曲を2曲書き、1月のセッションから1曲を再レコーディングした。2月7日、グループは 「I'm the Ocean 」と 「Truth Be Known 」を録音し、ヤングはソロで 「What Happened Yesterday」をポンプ・オルガンで録音した。「Throw Your Hatred Down」と「Scenery」は2月10日に録音された。ヤングは2月26日、最後のソロ・セッションで「Fallen Angel」を再びポンプ・オルガンで録音した。ヤングは、「Song X」と「Act of Love」を除く全曲がアルバムのセッション中に書かれたものだと語っている。
ヤングは 「挑戦」のためにシアトルまで行ってレコードを作ったという。そして彼は、「ミラーボールのレコーディングは音響写真のようなもので、起こっていることのスナップショットだった。誰が演奏しているのかわからないこともあった。ただ、この大きな音の塊を意識していた」と述べた。他の2人のリード・ギタリストとのグループでの演奏は、バッファロー・スプリングフィールドでの日々を思い出させた 。マイク・マクレディはギター・ワールドにこう語っている。
「ジャムっていて、ふと目をやると、『あれはニール・ヤングだ！』あれがニール・ヤングで、彼はリードを弾いているんだ。彼と一緒に演奏できて本当に光栄だった。私たちは彼に夢中だし...彼が私たちのことを好きだと言ってくれて光栄だよ。彼は私たちの方向性を気に入ってくれたんだと思う。彼は私たちの音楽に誠実さを感じてくれている」
ヤングはパール・ジャムのドラマー、ジャック・アイアンズを 「信じられない」と言った。彼は、「すべてのセッションで、すべてのテイクで全力でプレーした」と述べ、「彼については、いくら言っても足りないほどだ」と付け加えた。パール・ジャムのヴォーカリスト、エディ・ヴェダーはレコーディング・セッションにはあまり参加しなかった。ヴェダーは「かなり激しいストーカー問題の真っ只中にいた」と説明し、「家を出るのは一番簡単なことではなかった」と付け加えた。ヴェダーは、パール・ジャムの1996年のアルバム『No Code』に収録されている「Lukin」という曲の中で、この問題に言及している。パール・ジャムのギタリスト、ストーン・ゴッサードは、ミラーボールのことを「僕らが必要としていた時に来たんだ。彼はたぶん、僕らを気の毒に思ったんだろう。彼は、僕らがありのままの姿でいられるようにしてくれたんだ。彼はチャンスを逃すほど真剣にキャリアを考慮していない。突然、僕らのバンドが真面目すぎるように思えたんだ」

## 収録曲
| 全作詞・作曲: ニール・ヤング, 「Peace and Love」はヤングとエディ・ヴェダーの作。。 |                             |                                                                       |                                                                       |      |
| #                                                                                  | タイトル                    | 作詞                                                                  | 作曲・編曲                                                            | 時間 |
| 1.                                                                                 | 「Song X」                  | ニール・ヤング , 「Peace and Love」はヤングと エディ・ヴェダー の作。 | ニール・ヤング , 「Peace and Love」はヤングと エディ・ヴェダー の作。 | 4:40 |
| 2.                                                                                 | 「Act of Love」             | ニール・ヤング , 「Peace and Love」はヤングと エディ・ヴェダー の作。 | ニール・ヤング , 「Peace and Love」はヤングと エディ・ヴェダー の作。 | 4:54 |
| 3.                                                                                 | 「I'm the Ocean」           | ニール・ヤング , 「Peace and Love」はヤングと エディ・ヴェダー の作。 | ニール・ヤング , 「Peace and Love」はヤングと エディ・ヴェダー の作。 | 7:05 |
| 4.                                                                                 | 「Big Green Country」       | ニール・ヤング , 「Peace and Love」はヤングと エディ・ヴェダー の作。 | ニール・ヤング , 「Peace and Love」はヤングと エディ・ヴェダー の作。 | 5:08 |
| 5.                                                                                 | 「Truth Be Known」          | ニール・ヤング , 「Peace and Love」はヤングと エディ・ヴェダー の作。 | ニール・ヤング , 「Peace and Love」はヤングと エディ・ヴェダー の作。 | 4:39 |
| 6.                                                                                 | 「Downtown」                | ニール・ヤング , 「Peace and Love」はヤングと エディ・ヴェダー の作。 | ニール・ヤング , 「Peace and Love」はヤングと エディ・ヴェダー の作。 | 5:10 |
| 7.                                                                                 | 「What Happened Yesterday」 | ニール・ヤング , 「Peace and Love」はヤングと エディ・ヴェダー の作。 | ニール・ヤング , 「Peace and Love」はヤングと エディ・ヴェダー の作。 | 0:46 |
| 8.                                                                                 | 「Peace and Love」          | ニール・ヤング , 「Peace and Love」はヤングと エディ・ヴェダー の作。 | ニール・ヤング , 「Peace and Love」はヤングと エディ・ヴェダー の作。 | 7:02 |
| 9.                                                                                 | 「Throw Your Hatred Down」  | ニール・ヤング , 「Peace and Love」はヤングと エディ・ヴェダー の作。 | ニール・ヤング , 「Peace and Love」はヤングと エディ・ヴェダー の作。 | 5:45 |
| 10.                                                                                | 「Scenery」                 | ニール・ヤング , 「Peace and Love」はヤングと エディ・ヴェダー の作。 | ニール・ヤング , 「Peace and Love」はヤングと エディ・ヴェダー の作。 | 8:50 |
| 11.                                                                                | 「Fallen Angel」            | ニール・ヤング , 「Peace and Love」はヤングと エディ・ヴェダー の作。 | ニール・ヤング , 「Peace and Love」はヤングと エディ・ヴェダー の作。 | 1:15 |

## アウトテイク
ヴェダーが作詞作曲し歌った「I Got Id」と「Long Road」はアルバムからカットされた。両曲ともMirror Ballセッションの最後期にレコーディングされた。この曲は後にパール・ジャムの1995年の『Merkin Ball EP』でリリースされた。

## 参加ミュージシャン
- ニール・ヤング - ボーカル、エレクトリック・ギター、アコースティック・ギター、ポンプ・オルガン。

パール・ジャム
- ジェフ・アメン - ベース・ギター。
- ストーン・ゴッサード - エレクトリック・ギター
- ジャック・アイアンズ - ドラムス。
- マイク・マクレディ - エレクトリック・ギター
- エディ・ヴェダー -「ピース・アンド・ラヴ」のヴォーカル、バック・ヴォーカル。

制作スタッフ
- ブレンダン・オブライエン - プロデュース、ミキシング、エレクトリック・ギター、ピアノ、バック・ヴォーカル
- ジョン・アグート、サム・ホフステット、チャド・マンゼイ - アシスタント・エンジニアリング。
- ドラム・エンジニア * ニック・アレクサンダー、ガーシュ - ドラム・テクニシャン
- ジョエル・バーンスタイン - 制作補助、タイポグラフィ、ニール・ヤングのモザイク ポートレート
- ゲイリー・バーデン - アートディレクションおよびデザイン
- ロンダ・バーンズ - CDレーベルのコンピューターグラフィックス。
- ニック・ディディア - 追加エンジニアリング
- ヘンリー・ディルツ - 裏表紙と中面の写真。
- ブレット・エリアソン - エンジニアリング
- ロゴのレタリング
- ジョー・ガストワート - アナログからHDCDへのトランスファー、デジタル編集、デジタル・マスタリング。
- ジョン・ハウズマン - 制作補助
- KPOB -アートディレクションとデザイン協力
- ティム・マリガン - デジタル編集、デジタル・マスタリング
- ジョン・ナウランド - アナログからHDCDへのトランスファー
- ジェフ・ウーズリー、ティム・"スカリー"・クインラン - ギター・テクニシャン
- "フラッシュ"・フラウマー　- アシスタント
- サル・トレンティーノ-アンプ・テクニシャン
- イアン・ガイガー - ギター・テクニシャン
- ジョージ・ウェッブ - ベース・テクニシャン
- キース・ウィスマー - アンビエンス